# Кінецьпіль
Кіне́цьпіль (Конєцполь Новий, пол. Koniecpol Nowy) — село в Україні, у Первомайській міській громаді Первомайського району Миколаївської області. Населення становить 3518 осіб. Колишнє містечко.
Село розташоване за 9 км на південний захід від міста Первомайськ (автошлях Р75) і залізничної станції Первомайськ-на-Бузі.

## Історія

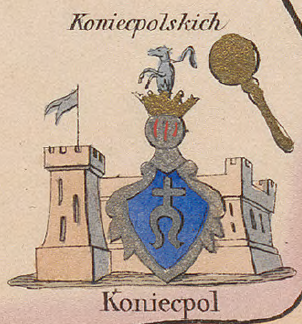
Кінецьпіль на мапі Зигмунда Герстмана

На околицях села виявлені залишки поселення трипільської культури епохи бронзи (IV і II тисячоліть до н. е.) і Черняхівської культури (II—V ст. н. ери).
Уперше Кінецьпіль згадується в історичних документах з 1634 р. як фортеця для захисту від татар, побудована французьким інженером Ґійомом де Бопланом. Містечко та замок Новий Конецполь були розташовані на зливі річок Кодими та Богу. Станіслав Конецпольський тут часто мешкав. Пізніше містечко перейшло Любомирським, Шалайським, Собанським. Тут були церква святого Дмитра, костел, синагога. Біля p. Богу стояв стовп з написом: кінець Польщі. Наприкінці 19 ст. тут були ще руїни замку.

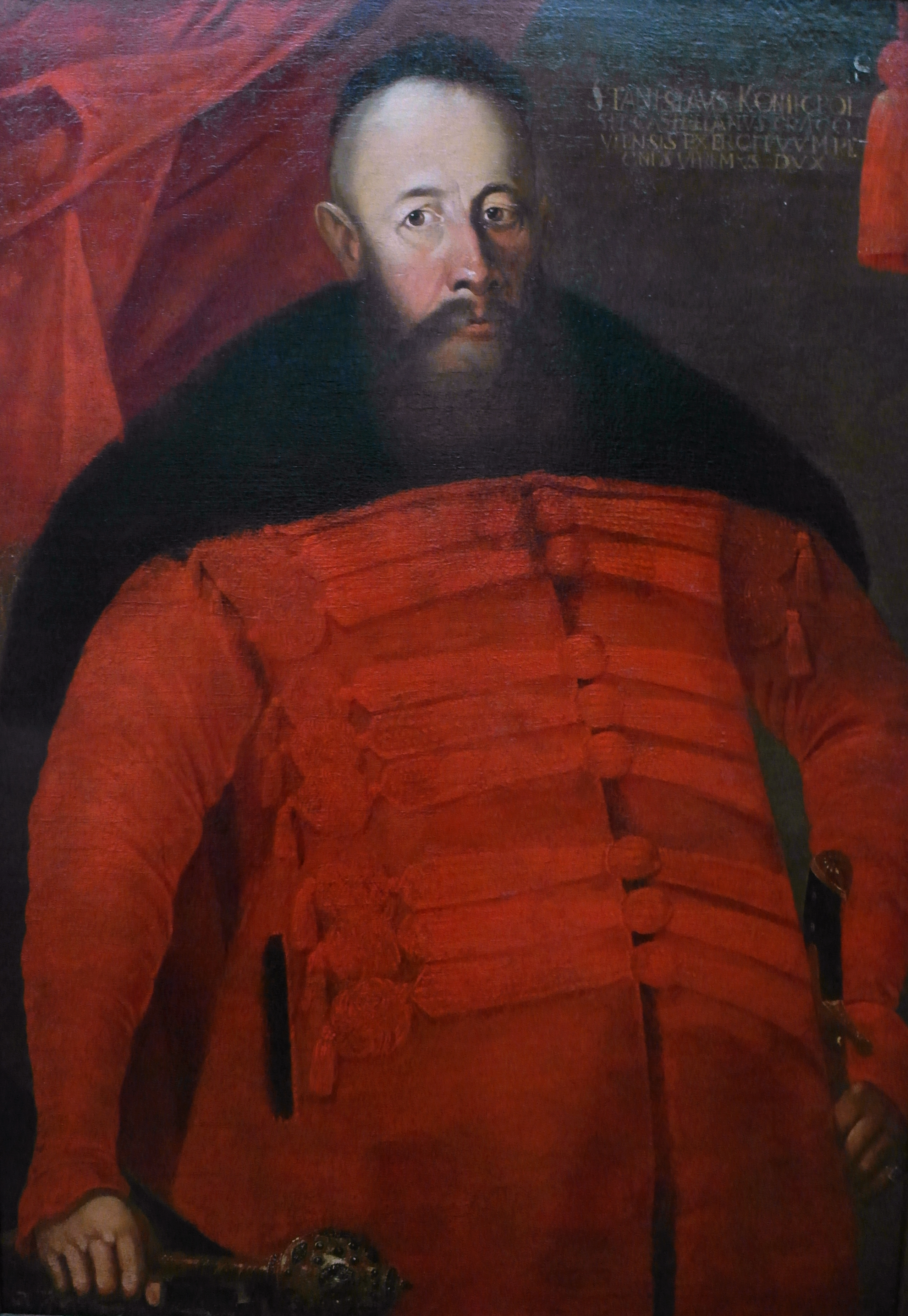
Засновник містечка Станіслав Конецпольський

Втім, досить подивитись на карти Боплана, щоб переконатись, що його Новий Кінецьпіль розташовано на місці впадіння до Бугу річки Савранки, а не Кодими, тобто на місці сучасного смт Саврань. Поза всяким сумнівом, військовий інженер Боплан чудово володів картами і мав добрі навички з масштабування, тож не міг помилитись із місцем розташування своєї фортеці. Нинішній же Кінецьпіль, ймовірно було засновано вже після 1699 року, коли Річ Посполита повернула собі Брацлавщину і Поділля, які з 1672 року перебували під владою Османської імперії.
У 1902 році у с. Кінецьпіль з'явився водяний млин, збудований за ініціативи братів Собанських. Млин досить швидко перетворився на потужне і затребуване виробництво. Продукція вирушала, переважно, до Одеси. У 90-х поблизу с. Кінецьпіль існувало два хлібозаводи, які користувалися послугами млина, завдяки чому той і продовжував працювати. Млин Собанських і зараз функціонує. Підприємство працює з дрібними приватними замовниками
1907 р. місцеві селяни виступили проти поміщика, за що були жорстоко покарані.
На фронтах німецько-радянської війни билися з нацистами 218 осіб, 91 з них загинув у боях, 80 — нагороджені орденами і медалями. У Кінецьполі на честь воїнів — визволителів села і воїнів-односельців, полеглих у боях з нацистами, в 1975 р. встановлений пам'ятник.
66 передових працівників господарства удостоєні урядових нагород, у тому числі ордени Леніна — трактористи Г. І. Гизюк і Г. Я. Катюжан.

## Населення
- 2021 — 2756[2]

### Мова
Розподіл населення за рідною мовою за даними перепису 2001 року:
| Мова       | Кількість | Відсоток |
| ---------- | --------- | -------- |
| українська | 3312      | 94.14%   |
| російська  | 178       | 5.06%    |
| румунська  | 25        | 0.71%    |
| білоруська | 1         | 0.03%    |
| вірменська | 1         | 0.03%    |
| польська   | 1         | 0.03%    |
| Усього     | 3518      | 100%     |

## Економіка
У Кінецьполі обробляється 6261 га сільського господарських угідь, з них 3368 га орних, у тому числі 473 га поливних, земель. Господарство спеціалізується на відгодівлі великої рогатої худоби. Вирощуються також озима пшениця, кукурудза, соняшник, цукровий буряк, овочі.

## Освіта та культура
У селі є одинадцятирічна школа (19 учителів і 242 учнів), дві бібліотеки з фондом 20 тис. книг, фельдшерсько-акушерський пункт, дитячі ясла на 50 місць. До послуг селян — універмаг, вісім крамниць, їдальня, швацька і шевська майстерні, перукарня, відділення Укрпошта, АТС та Ощадбанку України.